# 西田税
西田 税（にしだ みつぎ、1901年（明治34年）10月3日 - 1937年（昭和12年）8月19日）は、日本の陸軍軍人、思想家。
日本改造法案大綱を著し国家改造論者として知られる北一輝と親交を持つようになったことから、国家革新の志をさらに大きくするようになったという。西田の思想は革新的な青年将校から絶大に信奉されたが、1936年（昭和11年）の二・二六事件で国家転覆を図った首謀者の一人として逮捕され、翌1937年（昭和12年）、北とともに刑死した。

## 人物・生涯
鳥取県西伯郡米子町大字博労町（現在の米子市博労町）に仏具店を営む父・西田久米造、母・つねの次男として生まれた。
1914年（大正3年）3月、啓成尋常小学校（現・米子市立啓成小学校）を卒業。同年4月に鳥取県立米子中学校（現在の鳥取県立米子東高等学校）に入学する。
中学2年生時の1915年（大正4年）9月に広島陸軍地方幼年学校に入学する。1918年（大正7年）7月、広島陸軍地方幼年学校を首席で卒業した。9月陸軍中央幼年学校入学。同年10月福永憲を知る。
1919年（大正8年）4月、武断党と闘う。10月宮本進、三好達治、片山茂生、平野勣を知る。宮本を通じ、西岡元三郎を知り、西岡から黒竜会の機関誌『亜細亜時論』の編集者長崎武を紹介される。黒龍会本部を訪れ、玄洋社の総帥頭山満の門をたたく。

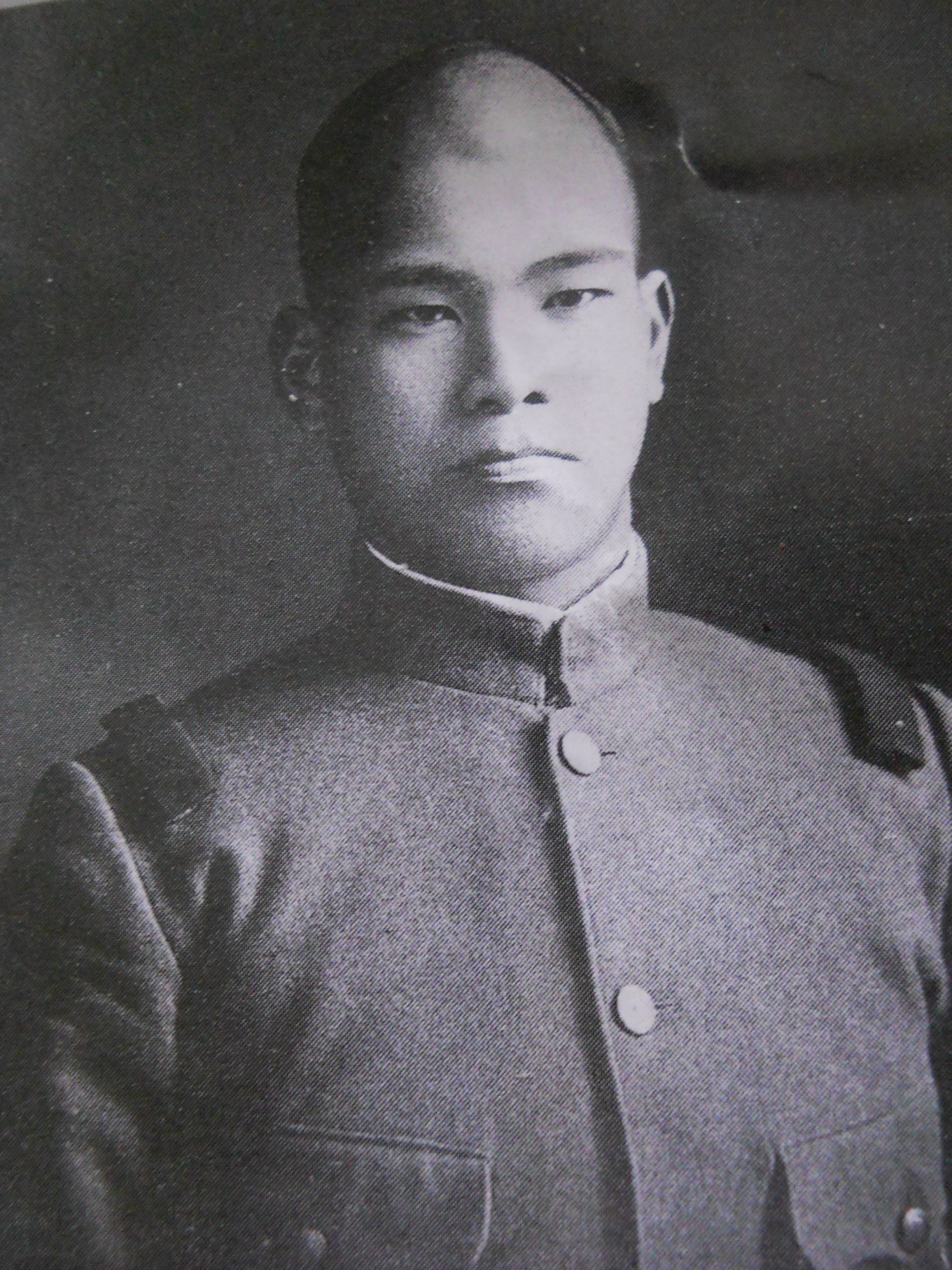
陸軍中央幼年学校卒業
（西田税18歳）

1920年（大正9年）3月、陸軍中央幼年学校を卒業した（成績250名中12番）。卒業時には福永、三好とともに朝鮮行きを志願。4月士官候補生として朝鮮羅南騎兵第27連隊付となる。この当時は日蓮の立正安国論を愛誦した。
同年10月陸軍士官学校に入学する。急進派の同志宮本進、三好達治、片山茂生、福永憲等と新たな結束を誓う。帝大教授鹿子木員信の紹介で、印度独立の志士ラス・ビハリ・ボースと交遊。
1921年（大正10年）9月に青年亜細亜同盟を結成し、長崎武に援助を乞う。
1922年（大正11年）4月、宮本と片山に付き添われ、猶存社で北一輝と会見した。 5月の帰郷中、山陰日日新聞に｢純正日本の建設｣を発表する。6月、北一輝の著書『日本改造法案大綱』及び朝日平吾の手記｢斬奸状｣を校内で印刷配布する。秩父宮改称の奉祝宴にて、宮より杯を贈られた。7月に陸軍士官学校を卒業する（第34期、騎兵科30名中12番）。卒業後、猶存社に北一輝を訪ねる。10月に陸軍騎兵少尉に任官して、正八位に叙せられた。
1924年（大正13年）2月に父親が死去する。3月、西田家の家督相続を届け出た。6月に広島に転任となる。大川周明、安岡正篤との交遊が始まる。
1925年（大正14年）3月、秩父宮が来陰。夜、松江の宿舎に伺候し、特別列車にも乗車した。秩父宮には、侍官随員を退けて進言する。
同年5月病気（肋膜炎）を理由として、依願予備役となる。9月に行われた米子町議会議員選挙に際し、西田は野田雪哉を片腕として町政革新総同盟を結成。選挙の結果、同志8名が当選した。
1926年（大正15年）2月、代々木山谷に一戸を構える。8月に未決監として収監される。
1927年（昭和2年）2月に保釈されて出所した。7月に天剣党運動を開始する。1928年（昭和3年）には民間右翼と接触を深めた。
1929年（昭和4年）3月、不戦条約御托准秦請反対同盟に参加する。その後国民戦線社にも参加した。5月に信州国民党を結成したが、11月に解散して、新たに日本国民党結成、統制委員長となる。
1931年（昭和6年）、十月事件が発生する。首謀者の橋本欣五郎中佐に誘われ、参加を決意していたが、計画のファッショ性・権力主義的性格から橋本と対立する。計画は発覚して失敗し、その後西田が密告したのではないかと噂が流れたが、全く弁明しなかった。その後、1931年12月犬養内閣が成立すると皇道派の荒木貞夫が陸軍大臣となったことでこれを押し立てて国家改造を行えばよいのではないかとの意向が陸軍の青年将校に強まったことで、陸軍側とのパイプ役の西田に対しても他からの不満や不信が強まっていった。また、1932年1月井上日召が酔って路上で大声でテロについて語り、そのことで西田は血盟団員に対し井上を非難、西田はかえって血盟団員らの怒りをかうことになる。この後、海軍将校と血盟団・愛郷塾の間では彼ら主導でテロを進め、陸軍を可能であれば巻き込む方向で話が進んでいく。
1932年（昭和7年）1月、第18回衆議院議員総選挙で鳥取市出身の由谷義治代議士を応援する。2月に血盟団事件が起きる。
5月15日、古賀清志ら海軍士官と民間右翼による五・一五事件が発生する。古賀らは陸軍士官らも誘っていたが、西田が陸軍青年将校の決起に反対したこともあり、陸軍士官らは参加せず、そのため、西田は裏切り者として暗殺対象者となった。愛郷塾側からの指示を受け血盟団員川崎長光から銃撃され、出血多量で瀕死の重傷を負うが、奇跡的に助かる。
1935年（昭和10年）12月に相沢事件を起こした陸軍青年将校相沢三郎の公判を支援した。新聞『大眼目』を発行して、国体明徴と粛軍と維新は三位一体であると強調し、相沢中佐の一挙は陸軍内部の毒虫を誅罰した快挙であると主張した。相沢事件の前日、上京した相沢は西田の代々木の自宅に泊まり、翌朝、事件の舞台となった陸軍省へと出かけていた。
1936年（昭和11年）2月18日か19日頃に磯部浅一らに「いよいよ決起を実行する」と打ち明けられたとされる。23日、留守宅を訪れた磯部が26日の決起実行を告げたと妻が伝え、妻によると｢今まではとめてきたけど、今度はとめられない。黙認する」と厳しい表情で話したという。
3月、男爵の角田猛男邸で逮捕される。
その後、東京陸軍軍法会議において死刑が言い渡され、1937年（昭和12年）8月19日に北一輝、村中孝次、磯部浅一とともに刑が執行された。享年37（満35歳没）。
墓は米子市の法城寺。1986年（昭和61年）9月に西田を慰霊する五輪塔が法城寺に建立された。

## 家族・親族

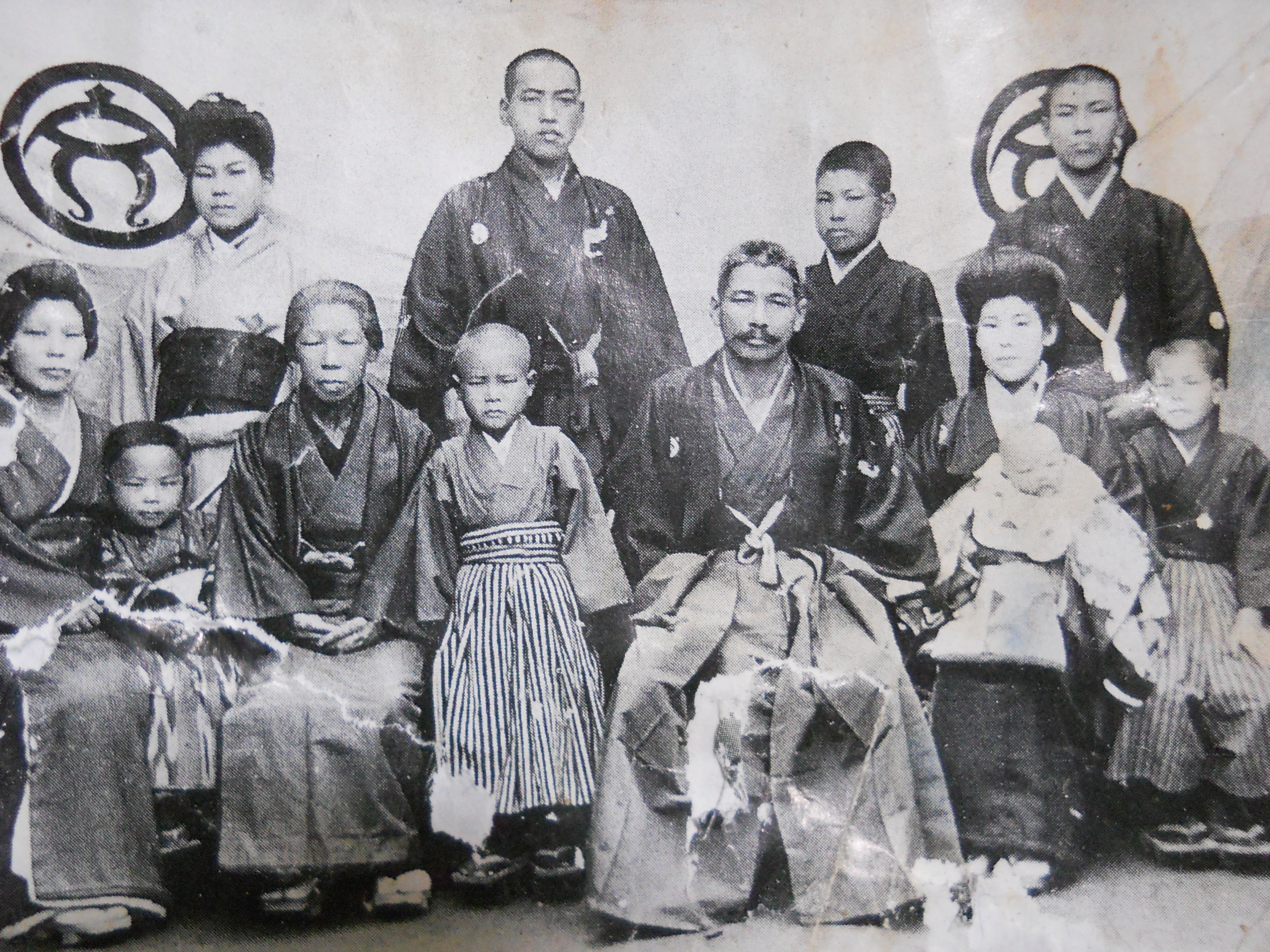
前列左より母・つね、五男・正尚、祖母・しか、四男・博、父・久米造、長女・由喜世、三男・弼、後列左より二女・茂子、星野義人（長女の夫）、税、長男・英文
（大正3（1914）年、西田家の人々）

### 西田家
（鳥取県米子市博労町）
西田家は屋号を“ぶしや”といい、仏像・位牌を彫り商うことを家業としていた。家伝によると、西田家の祖・太平（号は文周）は現在の鳥取県東伯郡北栄町（旧北条町）の出身で、京都での修行後、米子に居を構えた。天保年間（1830年 - 1844年）のことである。爾来、西田家に男子なく、3代に亘り婿養子を迎えた。父・久米造（旧姓小竹）もその1人で、当時、鳥取県巡査を拝命していたが、1887年（明治20年）、西田家に入籍し家業を継いだ。
税は西田家について、自伝の中で｢我が家を古今一貫して流るるものは戦闘的精神である。破邪顕正の赤い血であった。もと我家が現姓を称て世に立てるは、今より程遠くもなき幕末の世にして、余を以て僅（わず）かに第五代とする。始祖文周以前の事は明らかでない。唯々“遠祖は伯耆羽衣石城主・南条虎熊の家臣穴谷平八郎なりし”と伝え聞くのみである。｣と書いている。
- 曾祖母・しま[22]
- 祖母・しか[22]
- 父・久米造（岩井郡岩戸村、小竹哲次郎四男[22]、仏師・鳥取県巡査）
- 母・つね（米子町大字博労町、西田万次郎（旧姓岡本）の長女[22]）
- 兄・英文

兄・西田より6歳年長で、文字通り郷党の信望をあつめた俊秀であったという。角盤高等小学校で教師を務めていたが、1915年（大正4年）10月、耳疾のため21歳で死去した。広島陸軍地方幼年学校在学中だった西田は、葬儀が済んだ後で兄の訃報を知らされ、悲泣の思いに堪えなかったと自伝に記している。長姉星野由喜世によれば「英文が生きていたら税の人生は変っていたでしょう。陸軍を退くことは許さなかったと思います。まして革命運動に身を投ずるようなことは反対したと思います。税が陸軍に志望するようになったのは、父の言動もありますが、英文の影響が大きいと思います。国家の大事を双肩に荷なうのは軍人である。大西郷のような人物になれと励ましたのは英文でしたから。それにしても英文は立派でしたね、弟ながら男の中の男という感じでした」という。
- 姉

由喜世（鳥取市湯所町、星野義人の妻）
茂子（西伯郡東長田村、村田秀善の妻）
- 弟

弼
同妻・悦栄（旧姓村田）
博
同妻・愛（境港市中町、村上栄二長女）
正尚
同妻・綾子（旧姓菊地）
- 妻・はつ（東京市本所区、佐藤新兵衛長女[22]）

1926年に結婚。ただし、当時は西田の親から反対があって婚姻届を出せず、二・二六事件での死刑求刑後に法的な夫婦となった。
1979年放送のNHK特集『戒厳指令｢交信ヲ傍受セヨ｣ 二・二六事件秘録』に出演し、2･26事件当時を回想している（事件当時の栗原安秀との電話での会話の傍受録音も放送されている）。この内容は、番組のプロデューサーであった中田整一の著書『盗聴 二・二六事件』（2007年、文藝春秋）に収録されている。それに先立つ時期（1970年代初頭）に澤地久枝の取材を受け、彼女の著書『妻たちの二・二六事件』（最初の刊行は1972年、中央公論社）に「西田はつ 聴き書き」として1章を割いてその内容が掲載された。中田は番組制作の際に、澤地に録音テープを聞かせて声の主をはつだと割り出し、出演の説得にも澤地の力を借りたと記している。

### 略系図
|  |  |  |  |  |  |  |  |        |        |        |        |        |        |  |  |      |      |      |      |      |      |  |  |      |      |      |      |      |      |  |  | 太平（文周） |    |    |    |    |    |  |  |    |    |    |    |    |    |  |  |    |    |    |    |    |    |  |  |      |      |      |      |      |      |  |  |
|  |  |  |  |  |  |  |  |        |        |        |        |        |        |  |  |      |      |      |      |      |      |  |  |      |      |      |      |      |      |  |  |              |    |    |    |    |    |  |  |    |    |    |    |    |    |  |  |    |    |    |    |    |    |  |  |      |      |      |      |      |      |  |  |
|  |  |  |  |  |  |  |  |        |        |        |        |        |        |  |  |      |      |      |      |      |      |  |  |      |      |      |      |      |      |  |  | 左衛門       |    |    |    |    |    |  |  |    |    |    |    |    |    |  |  |    |    |    |    |    |    |  |  |      |      |      |      |      |      |  |  |
|  |  |  |  |  |  |  |  |        |        |        |        |        |        |  |  |      |      |      |      |      |      |  |  |      |      |      |      |      |      |  |  |              |    |    |    |    |    |  |  |    |    |    |    |    |    |  |  |    |    |    |    |    |    |  |  |      |      |      |      |      |      |  |  |
|  |  |  |  |  |  |  |  |        |        |        |        |        |        |  |  |      |      |      |      |      |      |  |  |      |      |      |      |      |      |  |  | 万次郎       |    |    |    |    |    |  |  |    |    |    |    |    |    |  |  |    |    |    |    |    |    |  |  |      |      |      |      |      |      |  |  |
|  |  |  |  |  |  |  |  |        |        |        |        |        |        |  |  |      |      |      |      |      |      |  |  |      |      |      |      |      |      |  |  |              |    |    |    |    |    |  |  |    |    |    |    |    |    |  |  |    |    |    |    |    |    |  |  |      |      |      |      |      |      |  |  |
|  |  |  |  |  |  |  |  |        |        |        |        |        |        |  |  |      |      |      |      |      |      |  |  |      |      |      |      |      |      |  |  | 久米造       |    |    |    |    |    |  |  |    |    |    |    |    |    |  |  |    |    |    |    |    |    |  |  |      |      |      |      |      |      |  |  |
|  |  |  |  |  |  |  |  |        |        |        |        |        |        |  |  |      |      |      |      |      |      |  |  |      |      |      |      |      |      |  |  |              |    |    |    |    |    |  |  |    |    |    |    |    |    |  |  |    |    |    |    |    |    |  |  |      |      |      |      |      |      |  |  |
|  |  |  |  |  |  |  |  |        |        |        |        |        |        |  |  |      |      |      |      |      |      |  |  |      |      |      |      |      |      |  |  |              |    |    |    |    |    |  |  |    |    |    |    |    |    |  |  |    |    |    |    |    |    |  |  |      |      |      |      |      |      |  |  |
|  |  |  |  |  |  |  |  |        |        |        |        |        |        |  |  |      |      |      |      |      |      |  |  |      |      |      |      |      |      |  |  |              |    |    |    |    |    |  |  |    |    |    |    |    |    |  |  |    |    |    |    |    |    |  |  |      |      |      |      |      |      |  |  |
|  |  |  |  |  |  |  |  | 由喜世 | 由喜世 | 由喜世 | 由喜世 | 由喜世 | 由喜世 |  |  | 英文 | 英文 | 英文 | 英文 | 英文 | 英文 |  |  | 茂子 | 茂子 | 茂子 | 茂子 | 茂子 | 茂子 |  |  | 税           | 税 | 税 | 税 | 税 | 税 |  |  | 弼 | 弼 | 弼 | 弼 | 弼 | 弼 |  |  | 博 | 博 | 博 | 博 | 博 | 博 |  |  | 正尚 | 正尚 | 正尚 | 正尚 | 正尚 | 正尚 |  |  |

## 資料
- 因伯時報(昭和12年8月16日付)
  - 判決の知らせを聞いた実母つねの心境

『税が大変世間を騒がせて相すみませんでした。税は少年時代から全然変わった子供で絶対に無口で必要以上の口をきかず啓成校から米中に進み広島幼年学校に入り陸士に進んで騎兵少尉となりましたがどうしたものか突然兵籍を脱してしまひ大正十三年か大正十四年四月三日の夜郷里を発って東京へ行ったのでした。
思へばこの時既に税の心中には大きな変革が起こってゐたのでせう。何故兵籍を脱したか本人以外は誰も知らずにゐたのでした。税が今日のやうになったのは長兄英文の感化によるものと思ひます。英文は米中卒業後病のため充分成績をあげることができなかったのを悲しみ税だけは自分の代わりに思ひ通りに教育させてくれといひ一切英文が独断で幼年学校にも入れたものでした。その英文は二十一で死亡したのですがその時の遺書に｢自分は病気で斃れたが税はきっと天皇の御役に立つでせう｣とありました。税には昨年十月面会したが委しいことは語ってくれずいかなることがあっても決して驚いてはならぬといったので私もお前の気持ちはよく知っている世間がいかに白眼視しても母は天寿を完すると申し渡しておきました』
『本人は兄の遺志を体して御国のためにやったでせうが税のしたことは果して国家のためだったでせうか。税の心中を思ふと私の心も乱れ勝ちです』と語り終わった。